# R43 (België)
De R43 is de ringweg in aanleg rond Eeklo.
De ring bestaat uit twee aaneensluitende stukken. Het eerste deel is de verbinding tussen de N9 en het industrieterrein Nieuwendorpe. Dit is het oudste deel van de ring. Nabij het industrieterrein eindigt de weg vrij abrupt in de velden, wachtend op een eventuele doortrekking naar de Tieltsesteenweg.
Het tweede deel is de aansluiting tussen de N9 en de E34. In de volksmond wordt dit deel ook wel 'Den Teut' genoemd. De openstelling gebeurde omstreeks 2002, door deze nieuwe verbinding werd het industrieterrein van Eeklo een stuk beter bereikbaar, dit resulteerde in vele nieuwe bedrijven. Sinds medio 2007 is het, door het verdwijnen van kruispunt Peperstraat, de enige aansluiting die Eeklo nog heeft met de E34. Het tweede deel draagt feitelijk het nummer B404.
Momenteel  wordt bekeken of een doorsteek van de R43 met de Tieltsesteenweg (ongeveer een halve kilometer) mogelijk is. In een latere fase zou de ring ook nog kunnen doorgetrokken worden naar de Gentsesteenweg, zo zal Eeklo over een volwaardige ring beschikken. Er is veel protest tegen dit plan omdat men onvermijdelijk een deel van Het Leen zal moeten kappen. Dientengevolge is het niet helemaal zeker of Eeklo ooit een volledige ring zal krijgen.